# ام طوب
ام طوب (به عربی: أم الطوب) یک شهرداری در الجزایر است که در استان سکیکده واقع شده‌است.